# Zdenka Kabátová-Táborská
Zdenka Kabátová-Táborská (n. 3 iunie 1933, Praga, Cehoslovacia) este o pictoriță, gravoare și ilustratoare⁠(d) cehă, care a ilustrat un număr mare de cărți și de reviste pentru copii.

## Biografie
S-a născut la 3 iunie 1933 în orașul Praga. A urmat studii la Școala de Stat de Grafică (SŠUP) din Praga în perioada 1948–1952 și la Academia de Arte Frumoase din Praga⁠(d), sub îndrumarea profesorului⁠(d) Vladimír Silovský⁠(d) în perioada 1952–1958, apoi a absolvit studii de specializare de un an la Hochschule für Grafik und Buchkunst⁠(d) din Leipzig în 1959.
Zdenka Kabátová-Táborská a lucrat pentru numeroase reviste și edituri în cursul carierei sale, realizând cicluri de ilustrații pentru cărți pentru copii (Čelakovský, Krîlov etc.), iar creațiile sale artistice au fost prezentate în numeroase expoziții atât în Cehoslovacia, cât și în străinătate. Ea a fost invitată să expună alături de membrii asociației artiștilor grafici SČUG Hollar în 1959 și a participat regulat, începând de atunci, la zeci de expoziții colective de grafică și ilustrații în anii 1960 și 1970, printre altele Salonul de la Praga (1967 și 1969), Bienala de Grafică Aplicată de la Brno (1972, 1976, 1980, 1984), Expoziția cehă de ilustratori pentru copii de la Praga (1979), expoziția de ilustratori a revistei Pionýr de la Praga (1983), expoziția „Cartea cehă contemporană” de la Praga (1990), Fiera del libro pre Ragazzi de la Bologna (1991 și 1992), Bienala de la Cracovia (1992), expozițiile de la Galeria Hollar (din 1992) și Bib Japan (1997), și a expus individual la Praga (1973, 1982 și 1983), Banská Bystrica (1977 și 1985), Sobotka (1983), 2002 Galeria Hrozen, České Budějovice (2002) și Brno (2009). A luat parte, de asemenea, la expozițiile de grafică și ilustrații cehoslovace, care au fost organizate la Bruxelles, Zagreb (1965), Berna (1969), Helsinki, Cracovia (1972), Bologna (1977) și Leipzig (1971).
Ilustrațiile realizate de Kabátová-Táborská au fost premiate la mai multe expoziții și târguri de carte: o medalie de argint la târgul de carte de la Leipzig (1971), o medalie de argint la Bienala de Grafică Aplicată de la Brno (1972), o medalie de bronz la expoziția de la Muzeul Minier din Příbram (1976)m mențiuni de onoare în cadrul concursului Nejkrásnějších knih ČSSR („Cele mai frumoase cărți din Republica Socialistă Cehoslovacă”) din 1974, 1977, 1986 și 1997 și premiul Panglica de aur (Zlatá stuha) pentru cartea Zlatý cop (1996). Două gravuri ale Zdenkăi Kabátová-Táborská se află în colecția Galeriei Naționale de Artă din Washington.
Lucrările grafice și ilustrațiile Zdenkăi Kabátová-Táborská sunt realizate în tehnica tradițională a xilogravurii și încearcă să redea, într-un stil artistic naiv de sorginte populară, poezia civică a suburbiilor și a spațiilor rurale. Tehnica xilogravurii amplifică posibilitățile expresive ale gravurilor și ilustrațiilor care înfățișează viața umană (Ivan Krîlov: Člověk a stín, 1978) sau mediile geografice descrise în literatura de călătorie (Emil Holub: Cesta do země Mašukulumbů, 1974). În opinia criticului de artă František Holešovský, „ilustrația ei se caracterizează printr-o anumită densitate a imaginii și o statică pretins tehnic, la care se adaugă culori subtile și o tendință spre planeitate”. Zdenka Kabátová-Táborská combină uneori xilogravura alb-negru cu colajele colorate, creând compoziții contrastante (ca în antologia de basme Jan František Hruška: Pták Štěstí, 1976), sau creează alteori gravuri pereche care înfățișează o scenă și anumite detalii specifice, transmițând tensiunea emoțională a relației omului cu natura (ca în romanul „antirobinsonian” Michel Tournier: Pátek aneb Vítězství divočiny, 1977).

## Cărți ilustrate

### Literatura cehă și slovacă
- Český jazyk pro 6. ročník zvláštní školy (SPN, 1985)
- Výbor lidových autorů: Příběhy těch některejch lidí (Kruh, 1978)
- Výbor lidové poezie: Láska a smrt (ČS, 1983)
- Základy technického kreslení ve čtvrtém a pátém ročníku zvláštní školy (SPN, 1989)
- Jan Buchar: Bylo hůř a lidi nechválili (Kruh, 1984)
- Jan Buchar: Co se kdy u nás šustlo (Kruh, 1975)
- Jan Buchar: Co se šustlo taky jinde (Kruh, 1982)
- František Ladislav Čelakovský: Mudrosloví národa slovanského (ČS, 1978)
- Pavel Durdík: Pět let na Sumatře (Kruh, 1978)
- Hermína Franková: Kluk od vody (Albatros, 1987)
- Ludmila Freiová: Dopisy pro Jaszka (Mladá fronta, 1972)
- Václav Frolec: Prostá krása (Vyšehrad, 1984)
- Emil Holub: Cesta do země Mašukulumbů (Mladá fronta, 1974)
- Bohumil Hrabal: Každý den zázrak (ČS, 1979)
- František Kožík⁠(d): Cesta Kryštofa Haranta z Polžic a z Bezdružic a na Pecce z království českého do Benátek, odtud do země svaté, země judské a dále do Egypta, a potom na horu Oreb, Sinai a sv. Kateřiny v pusté Arábii (Panorama, 1988)
- Jan František Hruška: Pták Štěstí (Albatros, 1976)
- Cyril Hykel: O pokladech na Kotouči (Profil, 1980)
- Ladislav Langpaul: Lucie a modrý kůň (Albatros, 1975)
- Růžena Lukářová: Maturanti (Mladá fronta, 1967)
- Vladimír Medek: O hodináři Filipovi a skřítku Hodinář (Albatros, 1996)
- Ludvík Němec: Průvodce povětřím (Mladá fronta, 1988)
- Ota Pavel: Zlatí úhoři (ČS, 1988)
- Jiří Pilka: Království tónů (Albatros, 1983)
- Jiří Pilka: Setkání s hudbou (X-Egen, 2003)
- Radko Pytlík: Grog bez cukru (ČS, 1986)
- Oldřich Sirovátka: Čertova služba (Albatros, 1986)
- Oldřich Sirovátka: Zlatý cop (Albatros, 1996)
- Zdeněk Karel Slabý: Milostná čítanka (Fortuna, 1995)
- Josef Václav Sládek: Tiché hovory (ČS, 1989)
- Dagmar Štětinová: Věčné návraty (Svoboda, 1982)
- Vladislav Vančura: Luk královny Dorotky (ČS, 1982)
- Ludmila Vaňková: Léč pána z Rožumberka (Albatros, 1988)
- Jan Vladislav: Deset večerů s pohádkou (Albatros, 1992)
- Luboš Zelený: Pohádka z duhového poháru (Kruh, 1986)
- Jindřich Zogata: Obrázky na skle (Profil, 1990)

### Literatura universală
- Ruští autoři: K dalekým břehům (Orbis, 1974)
- Výbor ruských autorů: Lovecký dekameron (Svoboda, 1979)
- Mihail Aleksandrovici Bulatov: Žabka carevna (Svět Sovětů, 1967)
- Miep Diekmann: Tajemný mužíček z mušle (Albatros, 1979)
- Wacław Gołembowicz: Paracelsus (Mladá fronta, 1975)
- Mária Halasi: V poslední lavici (Albatros, 1980)
- Ivan Krîlov: Člověk a stín (Svoboda, 1978)
- Ewa Lipska: Vernisáž (ČS, 1979)
- Katherine Paterson: Most do země Terabithia (Albatros, 1999)
- Andrew Fusek Peters: Salt is sweeter than Gold (Barefoot Books, Boston, 1994)
- Andrew Fusek Peters: Strange and Spooky Stories (Barefoot Books, Boston, 1997)
- Mirjam Pressler: Když přichází štěstí… (Albatros, 1998)
- Alf Proysen: Nová dobrodružství staré Lžičenky (Albatros, 1985)
- Mircea Sântimbreanu: Veľká prestávka (Albatros, 1983)
- Michel Tournier: Pátek aneb Vítězství divočiny (Albatros, 1977)